# 奥德河畔吕克
奥德河畔吕克（法語：Luc-sur-Aude，法語發音：[lyk syʁ od] ⓘ）是法国奥德省的一个市镇，位于该省西南部，奥德河右岸，属于利穆区。

## 地理
奥德河畔吕克（42°57'33"N, 2°16'13"E）面积7.67 平方千米，位于法国奧克西塔尼大區奥德省，该省份为法国南部沿海省份，北起塔恩省，西北接上加龙省，西接阿列日省，南至东比利牛斯省，东临地中海，东北与埃罗省接壤。
与奥德河畔吕克接壤的市镇（或旧市镇、城区）包括：阿莱特莱班、卡赛涅、库伊扎、库斯托萨、蒙塔泽勒、佩罗勒、韦拉扎。

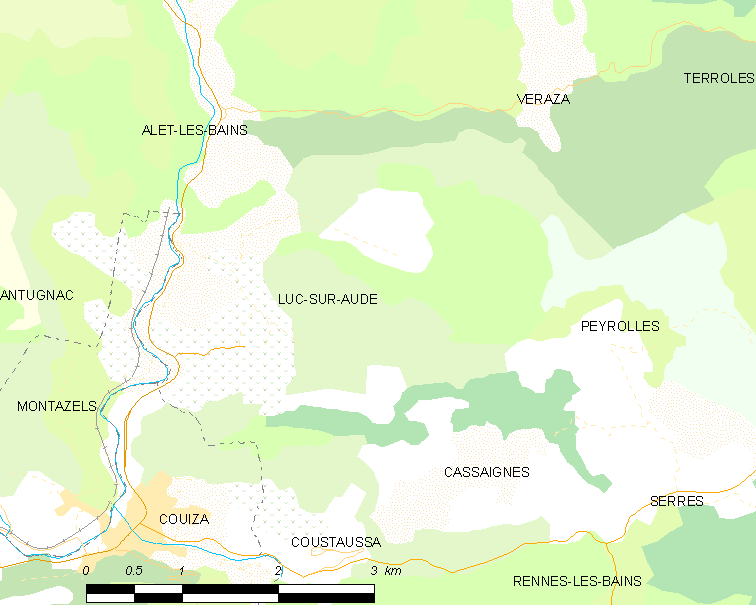
奥德河畔吕克的OSM定位图

奥德河畔吕克的时区为UTC+01:00、UTC+02:00（夏令时）。

## 行政
奥德河畔吕克的邮政编码为11190，INSEE市镇编码为11209。

## 政治
奥德河畔吕克所属的省级选区为上奥德河谷县。

## 人口

1962-2008年间奥德河畔吕克人口变化图示

奥德河畔吕克于2022年1月1日时的人口数量为253人。